# 高橋昇禎
高橋 昇禎（たかはし のりよし、1973年8月3日 - ）は、日本の元男子バレーボール選手、バレーボール指導者。

## 来歴
岩手県北上市出身。両親がバレーボールをやっていた影響で、中学1年からバレーボールを始める。岩手県立不来方高等学校在校中には1991年に春高やインターハイ出場を果たす。亜細亜大学に進学後は、全日本インカレにおいて、1994年及び1995年に準優勝する原動力となった。
卒業後、Vリーグ東レアローズに入団。
2001年に引退し、2007年から一関修紅高等学校の監督を務めている。

## 所属チーム
- 北上市立和賀西中学校
- 岩手県立不来方高等学校
- 亜細亜大学
- 東レアローズ（1996-2001年）

## 指導者歴
- 亜細亜大学監督
- 一関修紅高等学校監督